# سيمون كورتيس
سيمون كورتيس (بالإنجليزية: Simon Curtis)‏ هو منتج أفلام ومخرج بريطاني، ولد في 11 مارس 1960 في لندن في المملكة المتحدة.

## وصلات خارجية
- الموقع الرسمي
- سيمون كورتيس على موقع IMDb (الإنجليزية)
- سيمون كورتيس على موقع ألو سيني (الفرنسية)
- سيمون كورتيس على موقع أول موفي (الإنجليزية)
- سيمون كورتيس على موقع قاعدة بيانات برودواي على الإنترنت (الإنجليزية)
- سيمون كورتيس على موقع قاعدة بيانات الأفلام السويدية (السويدية)
- سيمون كورتيس على موقع قاعدة بيانات الفيلم (الإنجليزية)
- سيمون كورتيس على موقع كينوبويسك (الروسية)